# Under Pressure (Lied)
Under Pressure ist ein Rocksong der britischen Band Queen mit David Bowie. Er erschien auf dem Album Hot Space und wurde im Oktober 1981 vorab als Single ausgekoppelt. Das Stück erreichte Platz eins der Charts in Großbritannien, Platz 29 in den Billboard Hot 100 und Platz 21 in Deutschland.

## Geschichte
Queen hatte an einem Stück mit dem Titel Feel Like gearbeitet, war jedoch mit dem Ergebnis unzufrieden. David Bowie war zu den Mountain Studios nach Montreux gekommen, um den Hintergrundgesang zu einem anderen Queen-Stück, Cool Cat, einzusingen. Allerdings war Bowie damit nicht zufrieden, weshalb sein Gesang herausgeschnitten wurde. Die Band arbeitete, ausgehend von einer Basslinie, die John Deacon improvisiert hatte, eine Weile in einer Jamsession mit Bowie, so entstand das Stück in einer Ur-Version.
Zeuge der Gesangsaufnahmen des Songs wurde der 19-jährige Jon Bon Jovi, der seinerzeit in den New Yorker Power Station Studios jobbte: „Hinter einer Glasscheibe beobachtete ich Freddie Mercury und David Bowie beim Singen. Mit den Musikern sprechen durfte ich nicht, nur Kaffee bringen.“
1984 sagte John Deacon, Freddie Mercury sei der eigentliche Songwriter gewesen. Brian May sagte dem Mojo Magazine 2008, bezogen auf den Text habe Bowie den Song übernommen: “It was hard, because you had four very precocious boys and David, who was precocious enough for all of us. David took over the song lyrically. Looking back, it's a great song but it should have been mixed differently. Freddie and David had a fierce battle over that. It's a significant song because of David and its lyrical content.” („Es war hart wegen vier sehr neunmalklugen Jungs und David, der so neunmalklug war wie wir alle zusammen. David übernahm es, dem Song einen Text zu verpassen. Im Rückblick ist es ein großartiges Stück, aber hätte anders abgemischt werden sollen. Freddie und David hatten darüber eine heftige Auseinandersetzung. Es ist ein bedeutungsvolles Lied, wegen David und der inhaltlichen Aussage.“)
Mercury sagte später: „Es war nicht geplant; wenn es geplant ist, ist es langweilig. Wir haben einfach ein bisschen herumgealbert, und plötzlich kristallisierte sich dieser Song heraus. Wir sagten: Toll, lasst uns daran noch etwas weiterarbeiten. Und heraus kam Under Pressure! Das Lied handelt davon, dass permanenter Druck schädlich sein und Liebe einen Ausweg darstellen kann.“ Das Musikvideo zu dem Stück, eine Collage mit Bauwerksprengungen, sozialkritischen historischen Schwarzweißaufnahmen und Spielfilmschnipseln aus den 1920er Jahren wurde von David Mallet produziert.

## Aufführung
Queen spielte Under Pressure bereits auf ihren Tourneen der 1980er-Jahre. Bowie hingegen setzte das Stück live erst in den 1990ern um. Beim Freddie Mercury Tribute Concert 1992 sang Bowie das Stück gemeinsam mit Annie Lennox erstmals vor Publikum, ab 1995 sang er das Lied zusammen mit seiner Bassgitarristin Gail Ann Dorsey bei vielen ihrer gemeinsamen Auftritte.

## Kritiken
- Sounds (Großbritannien), 1981: „Queen’s performance is surprisingly good, it’s Bowie and Mercury’s vocals and words that let the whole thing down.“ („Die Performance von Queen ist überraschend gut; es ist der Gesang von Bowie und Mercury, der die ganze Sache ruiniert.“)[6]
- Melody Maker (Großbritannien), 1981: „Something deep and significant going on here. Rage and pathos bubbling in Bowie’s performance, not to mention the squeaking of Mr Mercury’s accompaniment.“ („Hier geschieht etwas von Tiefe und Bedeutung. Wut und Pathos brodeln in Bowies Performance, ganz zu schweigen vom Quietschen in Mercurys Begleitung.“)[6]

## Kommerzieller Erfolg

### Chartplatzierungen
| ChartsChartplatzierungen       | Höchstplatzierung | Wochen/ Monate |
| ------------------------------ | ----------------- | -------------- |
| Deutschland (GfK)              | 21 (18 Wo.)       | 18 Wo.         |
| Österreich (Ö3)                | 10 (2,5 Mt.)      | 2,5 Mt.        |
| Schweiz (IFPI)                 | 10 (5 Wo.)        | 5 Wo.          |
| Vereinigte Staaten (Billboard) | 29 (15 Wo.)       | 15 Wo.         |
| Vereinigtes Königreich (OCC)   | 1 (11 Wo.)        | 11 Wo.         |

| ChartsJahrescharts (1981)    | Platzierung |
| ---------------------------- | ----------- |
| Vereinigtes Königreich (OCC) | 39          |

### Auszeichnungen für Musikverkäufe
| Land/Region                  | Auszeichnungen für Musikverkäufe (Land/Region, Auszeichnung, Verkäufe) | Verkäufe  |
| ---------------------------- | ---------------------------------------------------------------------- | --------- |
| Australien (ARIA)            | 3× Platin                                                              | 210.000   |
| Brasilien (PMB)              | Gold                                                                   | 30.000    |
| Dänemark (IFPI)              | Platin                                                                 | 90.000    |
| Italien (FIMI)               | 3× Platin                                                              | 300.000   |
| Neuseeland (RMNZ)            | 6× Platin                                                              | 180.000   |
| Spanien (Promusicae)         | 2× Platin                                                              | 120.000   |
| Vereinigte Staaten (RIAA)    | 4× Platin                                                              | 4.000.000 |
| Vereinigtes Königreich (BPI) | 3× Platin                                                              | 1.800.000 |
| Insgesamt                    | 1× Gold · 22× Platin ·                                                 | 6.730.000 |

Hauptartikel: Queen (Band)/Auszeichnungen für Musikverkäufe

## Coverversionen
Das Stück wurde oft gecovert. Bereits 1982 nahm das Royal Philharmonic Orchestra eine klassische Coverversion für ihr Album The Queen Collection auf und widmete es der Band. Der Rapper Vanilla Ice verwendete den Basslauf 1990 für seinen Hit Ice Ice Baby. Live-Versionen gab es von The Flaming Lips (um 1993) und The Blood Brothers (2002).
Weitere Versionen wurden von My Chemical Romance zusammen mit The Used (2005) und von Karen O gemeinsam mit Willie Nelson (2020) aufgenommen. In dem Film Aftersun wurde 2022 eine bearbeitete Version des Liedes für die Schlussszene verwendet. Bereits 2014 verwendete Volkswagen das Lied in einer neuen Version für einen Werbespot.